# Governació de Ramal·lah i al-Bireh
La Governació de Ramal·lah i Al Bireh (àrab: محافظة رام الله والبيرة, Muḥāfaẓat Rām Allāh wa-l-Bīra; hebreu: נפת רמאללה ואל-בירה, Nafat Rāmallāh VeAl Bīra‎) és una de les setze governacions de l'Estat de Palestina. Cobreix una gran part del centre de Cisjordània, a la frontera nord de la Governació de Jerusalem. La seva capital de districte o muhfaza (seu) és la ciutat d'Al-Bireh.
Palestine Segons l'Oficina Central Palestina d'Estadístiques (PCBS), el districte tenia 279,730 en 2007. El seu governador és Laila Ghannam, primera dona governadora.
D'acord amb l'Oficina Central Palestina d'Estadístiques, la província compta amb 78 localitats incloent camps de refugiats en la seva jurisdicció. Tretze localitats tenen l'estatus de municipi.

## Localitats

### Ciutats
- Al-Bireh: 38,202
- Ramal·lah: 27,460
- Beitunia: 19,761
- Rawabi: en construcció

### Municipis
Les següents localitats de la governació tenen uns 5.000 habitants.
- Bani Zeid
- Bani Zeid al-Sharqiya
- Beit Liqya
- Bir Zeit
- Deir Ammar
- Deir Dibwan
- Deir Jarir
- al-Ittihad
- Kharbatha al-Misbah
- al-Mazra'a ash-Sharqiya
- Ni'lin
- Silwad
- Sinjil
- Turmus Ayya
- al-Zaitounah

### Viles
Les següents localitats tenen una població de 1.000 habitants.
| - Aboud - Abu Qash - Abwein - Ajjul - 'Atara - Beitin - Bil'in - Beit Rima - Beit Sira - Beit Ur al-Fauqa - Beit Ur al-Tahta - Budrus - Burqa - Deir Ibzi - Deir Abu Mash'al - Deir Qaddis - Deir as-Sudan - Dura al-Qar - Ein 'Arik - Ein Qiniya - Ein Yabrud | - al-Janiya - Jifna - Kafr Ein - Kafr Malik - Kafr Nima - Khirbet Abu Falah - Kobar - al-Lubban al-Gharbi - Mazra'a ash-Sharqiya - al-Midya - al-Mughayyir - Nabi Salih - Qarawat Bani Zeid - Qibya - Rammun - Rantis - Ras Karkar - Saffa - Shuqba - Surda - Taybeh |

### Camps de refugiats
- Campament d'Am'ari
- Kalandia
- Campament de Jalazone